# Peter D. Mitchell
Peter Dennis Mitchell, FRS (29. september 1920 – 10. april 1992) var en britisk biokemiker, der modtog nobelprisen i kemi i 1978 for sin opdagelse af kemiosmose-mekanismen i ATP-syntese.